# 珠泉镇
珠泉镇为湖南省嘉禾县所辖镇，嘉禾县政府所在地。珠泉镇于2012年4月，由城关镇、钟水乡、石羔乡、莲荷乡成建制合并设立。以原城关镇、钟水乡、石羔乡、莲荷乡的行政区域为新设珠泉镇的行政区域。珠泉镇辖38个建制村、9个居委会，总面积131.56平方公里，总人口10.18万人，镇政府驻人民北路（原城关镇政府驻地）。
以上关于“珠泉镇总人口”仅指户籍人口数。